# 歯科衛生士不足問題
歯科衛生士不足問題（しかえいせいしふそくもんだい）とは、就業場所の数に対し歯科衛生士が不足し、歯科診療の現場で全ての診療業務を歯科医師が抱え込むこと。
本項は特記しない場合、日本における歯科衛生士不足問題について記載する。

## 概要
歯科衛生士は、専門教育課程を修了し歯科衛生士国家試験に合格した国家資格を持つ医療従事者で、主に歯科予防処置、歯科診療補助、歯科保健指導を行うことができる。しかし現在、歯科診療所1軒に対する歯科衛生士数は1.4人と、十分な歯科診療を行う環境作りに苦慮している歯科診療所も多く存在する。

## 要因
原因として下記の要因が挙げられる。

### 性別の偏りと長時間労働
歯科衛生士の大多数は女性であり、就職後数年で出産や育児といったライフイベントが重なったために離職する者が多い。その上、他の業種に比べて、一度離職してからの再就職の割合が極めて少ない。愛知県歯科医師会の調査では、離職理由として、出産・育児・結婚を挙げる者が大半を占めた。また、長時間労働を嫌い、出産・育児を機に離職する者も多い。 常勤の歯科衛生士の労働時間は看護師よりも月9時間ほど多く、長時間労働が再就職を阻む最も大きな理由となっている。

### 給与面と人間関係の問題
歯科衛生士の初任給は他の職業に比べると高額だが、業務経験を経て昇級していく体系にはなっていない。この給与体系に歯科衛生士不足の根本的な問題があるという指摘がある。
歯科衛生士に対する調査では、離職理由の最上位は院長およびスタッフ間での人間関係の問題であった。歯科衛生士は仕事の裁量が相対的に低く、このストレスが院長との人間関係のストレスとして感じられると考えられる。

### 修業年限の延長
1. 業務が多様化し、現場での教育時間が法定時間を大きく上回っている
2. ほとんどの医療専門職が3年以上となっている

などの理由から、諮問機関「歯科衛生士の資質の向上に関する検討会」が教育期間を3年以上とする意見書をまとめ、これを受け厚生労働省が歯科衛生士養成所における就業年限を、2年制から3年制へ移行することを決めた。平成22年までは移行期間にあたり、歯科診療所に就職する新卒の歯科衛生士が少なくなっている。この件については、埼玉県議会の平成19年6月定例会でも取り上げられ、教育年数の延長からくる入学希望者の減少、卒業生が出ない年度が出てくるなどの問題が挙げられた。

### 需要の増加と就業者の少なさ
歯科医院の数は全国で約7万ヶ所あり、コンビニ（約5万ヶ所）を大きく上回る。そのため、歯科医院の間で歯科衛生士の奪い合いが起きている。
その一方で、資格取得後の就業者の少なさも指摘される。平成19年2月の厚生労働省保健・衛生行政業務報告では、歯科衛生士の有資格者216,277名（平成21年度）の内、実際に歯科診療所などに就業している者は96,442人（平成20年度）となっている。毎年約6,500人の歯科衛生士が世の中に送り出されているにもかかわらず、実に有資格者の6割が未就業の現実がある。埼玉県では全国の登録者数と就業者数から推計した結果、有資格者数8,600名中、未就業者数が約5,300人にのぼることが明らかになった。

## 歯科衛生士不足の解消に向けた動き

### 補助金
国では平成13年度から、歯科衛生士養成所が修業年限を延長する場合、施設設備に対する費用を補助する制度を創設し、既存の歯科衛生士養成所が修業年限の延長を円滑に行うことができるように取り計らうなど、対応が進められている。

### 未就業者の掘り起こし
また、前述の埼玉県では、未就業歯科衛生士の掘り起こし事業として、未就業者で就業を希望する歯科衛生士に歯科医療の講習を受講してもらうなどの対策を進めている。講習終了後には県歯科医師会の無料職業紹介所への情報提供を行うことで、就業までフォローしていく。福岡県でも、歯科衛生士会が無料職業紹介所を通じて、未就業の歯科衛生士の掘り起こしを行っている。また佐賀県歯科医師会では一度職場を離れた歯科衛生士を対象に復帰のための研修会を開催することを決めるなど、全国で就業支援の動きが広がっている。